# Chastelet
Chastelet (francouzsky „Malá pevnost“ nebo Chastelet du Gué de Jacob „Malá pevnost na Jákobově brodu“; hebrejsky מצד עתרת (Mecad Ateret); latinsky Vadum Jacob, arabsky Qasr al-'Atra, Bajt al-Áḥzán (بيت الاحزان)) byla křižácká pevnost u řeky Jordánu.
Nachází se asi 15 km severně od Galilejského jezera, na pravém břehu Jordánu, asi 500 metrů jižně od Mostu Jákobových dcer (Gešer Bnot Ja'akov), v nadmořské výšce 80 m n. m. Pojmenování souvisí s křesťanskou tradicí, že zde praotec Jákob přebrodil Jordán před svým setkáním s bratrem Ezauem (Gn 32, 10 (Kral, ČEP)). Podle muslimské tradice se tu dozvěděl Jákob o domnělé smrti Josefa.

Hebrejské pojmenování je pohebrejštělým arabským názvem, nesouvisí se slovem ateret „diadém“, které se i jinak píše.

## Historie

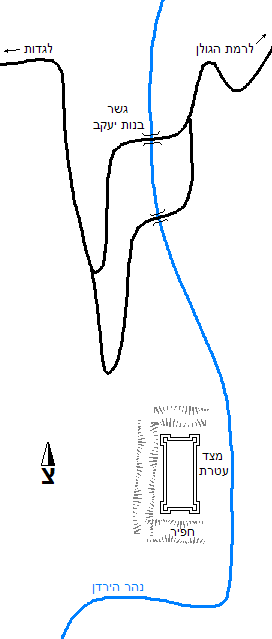
Postavení pevnosti vůči Jordánu

Pevnost stála na místě telu, osídleného od rané doby bronzové (od 3300 př. n. l.) až do rané doby arabské (7. století). Byl zde brod hlavní cesty z Egypta do Mezopotámie (pozdější Via Maris). Římané tu postavili kamenný most, jehož zbytky jsou dodnes patrné.
V roce 1178 požádali Templáři krále Balduina IV., aby na tomto strategickém místě dal postavit pevnost. Ten se zprvu zdráhal, neboť podle smlouvy se Saladinem měl být brod přístupný oběma stranám. Ale nakonec sem v říjnu 1178 přijel se svou armádou a začal pevnost stavět. Saladin mu nabídl nejdříve 60 tisíc zlatých dinárů a potom dokonce 100 tisíc, aby se stavbu přestal. Balduin však nepochopitelně odmítl. V dubnu 1179 byla vnitřní pevnost dokončena, ale vnější opevnění nebylo zatím vůbec vystaveno. Koncem srpna nedokončenou pevnost Saladin oblehl, protože mu bylo jasné, že plně dokončená pevnost by byla pravděpodobně nad jeho síly, v průběhu dobývání dal stavět tunel k hlavní věži (donjon), která se následně zřítila, když ji zachvátil požár od lampy. Saladin tehdy nabízel každému vojáku dinár za vědro vody donesené do štoly, aby zachránil její výdřevu – přístup do štoly byl pod silnou palbou lukostřelců.
30. srpna 1179 byla pevnost dobyta. 800 křesťanů padlo nebo bylo zabito, dochované prameny hovoří o tom, že přeživší měli možnost volby – vzdát se nebo zemřít, 700 křesťanů bylo zajato a tisíc muslimských zajatců, zde vězněných, osvobozeno. Pevnost nechal Saladin zbořit, cisterny zasypat, aby se křižáci zde neměli čas rychle znovu opevnit či se pokusit pevnost obnovit.

## Geologická pozoruhodnost

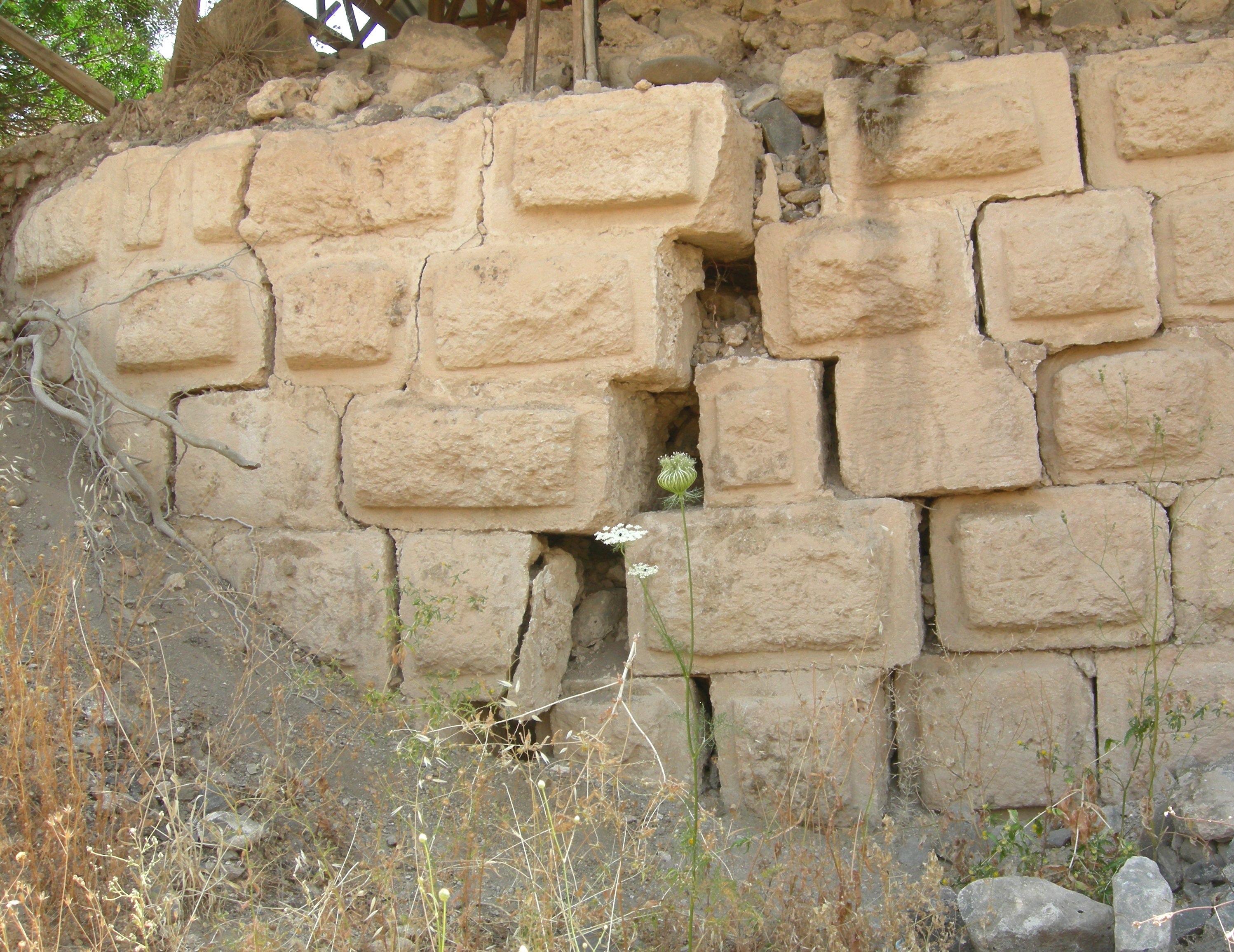
Prasklina zdi vzniklá v důsledku tektonických pohybů

Pevnost stojí na zlomu pevninských desek Velké příkopové propadliny a na jižní a severní hradbě lze vidět pohyb těchto desek od roku 1179 dodnes.